# Alan Geoffrey Hotham
Sir Alan Geoffrey Hotham KCMG CB (* 3. Oktober 1876 in Edinburgh; † 10. Juli 1965 in London) war ein britischer Marineoffizier.

## Leben
Charles Frederick Hotham war der jüngere Sohn des Admiral of the Fleet Sir Charles Frederick Hotham aus dessen Ehe mit Margaret Milne-Home († 1918).
1901 bestritt er ein First-Class-Cricket-Spiel für den Hampshire County Cricket Club.
Er trat in die Royal Navy ein und erhielt dort 1895 den Rang eines Sub-Lieutenant. 1913 erreichte er den Rang eines Captain. Im Ersten Weltkrieg nahm er als Kommandant des Kreuzers HMS Comus an der Skagerrakschlacht (1916) teil. 1917 erhielt er in der Admiralität das Amt des Director of Trade. Nach Kriegsende wurde er 1919 als Companion des Order of St Michael and St George (CMG), Offizier der französischen Ehrenlegion und Kommandeur des japanischen Ordens der Aufgehenden Sonne ausgezeichnet. Von 1921 bis 1923 war er Kommandeur der Seeabteilung Neuseeland (New Zealand Division of the Royal Navy). 1922 ernannte ihn König George V. zu seinem Naval Aide-de-Camp und 1923 wurde er als Companion des Order of the Bath (CB) ausgezeichnet. Von 1924 und 1927 war er Direktor des Marinenachrichtendienstes NID (Naval Intelligence Division). 1923 wurde er zum Rear-Admiral und 1929 zum Vice-Admiral befördert. 1929 schied aus dem aktiven Marinedienst aus und wurde im Ruhestand 1932 zum Admiral befördert.
Von 1934 bis 1959 bekleidete er das Amt des Gentleman Usher of the Blue Rod, dem Ordensdiener des Order of St. Michael and St. George. Als solcher nahm er unter anderem an den Krönungen von König Georg VI. (1937) und Königin Elisabeth II. (1953) teil. 1938 wurde er als Knight Commander des Order of St. Michael and St. George geadelt und führte fortan das Prädikat Sir.
Er blieb unverheiratet und starb 1965 im Alter von 88 Jahren.